# Lars Bjørnbak
Lars Nielsen Bjørnbak (19. januar 1824 i Lendum, Børglum Herred – 2. januar 1878 i Viby) var en dansk skolelærer, pacifist og politiker, fader til politikeren Viggo Bjørnbak. Den politiske retning kendt som det Bjørnbakske Venstre er navngivet efter ham. Han grundlagde Viby Højskole.
Lars Bjørnbak fødtes 1824 i Lendum som søn af skolelærer Niels Thomsen Bjørnbak (1786-1862) og Cathrine Marie Larsdatter (1796-1857). Bjørnbak blev uddannet 1841-43 på Snedsted Seminarium (under G.P. Brammers og L.C. Mullers ledelse), blev 1844 skolelærer i Guldager ved Hjørring og forflyttedes 1855 til Viby ved Århus. Bjørnbak var en dygtig lærer og stiftede 1857 desuden en ikke-grundtvigiansk folkehøjskole i Viby samt lagde stærk vægt på meddelelse af positive kundskaber. Tidligt vendte Bjørnbak sin hu til det politiske liv, og i flyveskriftet Frem, Bondemand, frem (under mærket "Søren Christensen") rettede han 1862 en kraftig opfordring til bønderne om at tilegne sig kundskaber (thi "Kundskab er Magt, Uvidenhed er Trældom") og derved vinde evne til selv at styre deres egne sager. 1862 var Bjørnbak tillige med A.F. Tscherning og Geert Winther medstifter af Den jyske Folkeforening, som særlig i valgkredsene omkring Århus vandt stor tilslutning og væsentlig har bestemt landbefolkningens politiske syn i en stor del af Øst- og Midtjylland. Bjørnbak nærede udpræget demokratiske anskuelser; navnlig var han en stærk modstander af alt bureaukrati og ville have militærvæsenet indskrænket til det mindst mulige. Han lagde hovedvægten på økonomiske reformer, navnlig til gavn for landbruget, og på kirke- og skolevæsenets område ønskede han, i modsætning til den grundtvigske retning, statens virksomhed og kontrol opretholdt. Han var således en modstander både af frikirke- og af friskolebevægelsen. Hvad navnlig skolevæsenet angår, lagde han vægten på kundskabserhvervelsen mere end på vækkelsen.
1866 grundlagde han Aarhus Amtstidende, og det var ligeledes ham, der rejste den store folkelige forsamlingsbygning i Århus. Han søgte at udvikle et eget jysk (anti-københavnsk) parti, ultrademokratisk og unationalt, med stærk fremhævelse af materielt velvære og afgjort modstand mod forsvarsvæsenets udvikling og anden "Krigsgalskab". 1872 sluttede Bjørnbak sig endog til Internationale. Han søgte 1865 og 1873 forgæves valg til Folketinget, men valgtes i marts 1877 til medlem af Århus Amtsråd. Han døde 2. januar 1878. Bjørnbak var en ualmindelig velbegavet mand, i besiddelse af megen energi, veltalenhed og organisationsevne.
En mindestøtte rejstes 1880 af hans venner nær ved Viby Højskole. Bjørnbak ægtede 1845 Eline Marie Hedegaard, en slagterdatter fra Aalborg (1821-1884).